# Hiéroglyphe égyptien N11
Le croissant de lune en hiéroglyphes égyptiens, est classifié dans la section N « Ciel, terre, eau » de la liste de Gardiner ; il y est noté N11.

## Représentation
Il représente un croissant de lune tourné vers le bas, à la verticale ou vertical inversé (comme déterminatif). Il est translittéré jˁḥ, wˁḥ, ȝbd, šsp ou spr.

## Utilisation
| i | a | H | N11 |

| i | a | H | N11 |

d'où découle (peut être aussi par transfert homomorphique avec un hiéroglyphe représentant une gousse de caroube) sa fonction en tant qu'abréviation 
| w | a | H | N11 · N33A | / | N11 · N33B · N33A |

| w | a | H | N11 · N33A | / | N11 · N33B · N33A |

| N14 |

| N14 |

| N11 · N14 | d · N5 · Z1 | / | N11 · N14 |

| N11 · N14 | d · N5 · Z1 | / | N11 · N14 |

| N11 · N14 | d · N5 · Z1 | / | N11 · N14 |

| N11 · N14 | d · N5 · Z1 | / | N11 · N14 |

| A | N11 · d | w |

| A | N11 · d | w |

| N11 · Z2 |

| N11 · Z2 |

| O42 | p · N11 |

| O42 | p · N11 |

paume ({\displaystyle {\frac {1}{7}}} de coudée soit environ 7,5 cm) ».
| F42 |

| F42 |

| N12 |

| N12 |

## Exemples de mots
| N11 · N14 · d | W4 |

| N11 · N14 · d | W4 |

| N11 · D54 |

| N11 · D54 |

| s | p · r | t · N11 | U33 | i |

| s | p · r | t · N11 | U33 | i |